# Seyhmus Dagtekin
Seyhmus Dagtekin, né à Harun (Turquie) en 1964, est un écrivain et poète d'expression française. Il écrit également en turc et en kurde.

## Biographie
Seyhmus Dagtekin est né en 1964 à Harun, un village du Kurdistan turc. Après des études de journalisme à Ankara, il arrive en 1987 à Paris où il vit depuis. Il écrit en turc, en kurde ou directement en français. Auteur de dix recueils de poésie, dont huit parus aux éditions Le Castor Astral, et d’un roman, À la source, la nuit, chez Robert Laffont, il compte aujourd’hui parmi ceux qui renouvellent la langue poétique française.
Il est lauréat du prix Mallarmé 2007 et du prix Théophile-Gautier de l'Académie française 2008 pour Juste un pont sans feu (Le Castor Astral, 2007), du prix international de poésie francophone Yvan-Goll pour Les Chemins du nocturne (Le Castor Astral, 2000) et son roman a reçu en 2004 la mention spéciale du prix des cinq continents de la francophonie. En 2015, il a reçu le prix Benjamin Fondane pour Élégies pour ma mère.
Seyhmus Dagtekin va régulièrement à la rencontre du public, où ses lectures font sensation, et publie dans de nombreuses revues. Il crée avec Naïma Taleb les lectures mensuelles de poésie Poètes en Résonances.

## Œuvres
- 1997 : Artères-solaires, L'Harmattan
- 2000 : Les Chemins du nocturne, Le Castor Astral  (ISBN 2-87858-123-7)
- 2001 : Le Verbe temps, Le Castor Astral - Écrits des Forges
- 2003 : Couleurs démêlées du ciel, Le Castor Astral - Écrits des Forges  (ISBN 2859205330 et 2890467902)
- 2004 : À la source, la nuit, Robert Laffont
- 2005 : La Langue mordue, Le Castor Astral - Écrits des Forges  (ISBN 9782859205928)
- 2007 : Juste un pont sans feu, Le Castor Astral  (ISBN 978-2859207168)
- 2008 : Au fond de ma barque, L'Idée Bleue  (ISBN 2840312468)
- 2011 : Ma maison de guerre, Le Castor Astral
- 2013 : Élégies pour ma mère, Le Castor Astral
- 2016 : À l'ouest des ombres, Le Castor Astral
- 2018 : Sortir de l'abîme, manifeste, Le Castor Astral
- 2018 : À la source, la nuit, Le Castor Astral
- 2021 : De la bête et de la nuit, Le Castor Astral
- 2025 : Commencements, Le Castor Astral

## Prix et distinctions
- 2000 : Prix international de poésie francophone Yvan-Goll pour Les Chemins du nocturne
- 2004 : mention spéciale du prix des cinq continents de la francophonie pour À la source, la nuit
- 2007 : Prix Mallarmé pour Juste un pont sans feu
- 2008 : Prix Théophile-Gautier de l'Académie française pour Juste un pont sans feu
- 2015 : Prix Benjamin Fondane pour Élégies pour ma mère
- 2025 : Prix spécial L'Orénoque Robert-Ganzo pour l’ensemble de son œuvre et notamment À la source, la nuit[2].